# Hydroxyde de rhodium(III)
L’hydroxyde de rhodium(III) est un composé chimique de formule Rh(OH)3. Il existe plusieurs complexes de rhodium(III) à ligands hydroxyde, tels que BaNaRh(OH)6, Ca3Rh2(OH)12, Sr3Rh2(OH)12 et Ba3[Rh(OH)6]2⋅H2O.